# Durio pinangianus
Durio pinangianus är en malvaväxtart som först beskrevs av Odoardo Beccari, och fick sitt nu gällande namn av Henry Nicholas Ridley. Durio pinangianus ingår i släktet Durio och familjen malvaväxter. Inga underarter finns listade i Catalogue of Life.